# Candidato (antica Roma)
Nell'antica Roma, il candidato (candidatus) era colui che si presentava alle elezioni per una carica politica o amministrativa. Etimologicamente, il termine si riferisce al fatto che i candidati alle cariche politiche indossavano, per farsi riconoscere, una toga di un bianco particolarmente intenso (candida).

## La toga
La toga degli antichi romani era un unico pezzo di lana semicircolare, molto ampio, che si indossava sopra la tunica. Per l'occasione, il bianco sporco  della lana veniva trattato con agenti sbiancanti fino a portarlo ad una tonalità il più splendente possibile. Il bianco come segno di purezza, di candore. La toga candida era quindi il segno distintivo del candidato.

## Modalità della candidatura
Il nome del competitore veniva riportato sulle tabulae dealbatae, specie di lavagne bianche che erano esposte al populus nel Foro. Il competitore organizzava dei comizi nelle saepta capaci di contenere fino a settantamila persone, comizi dove elencava le proprie virtù e capacità e faceva le ultime  esortazioni e promesse. 
Esisteva una certa propaganda elettorale. Famosi i manifesti pubblicitari, sotto forma di iscrizioni parietali, perfettamente conservati dalle ceneri, ritrovati negli scavi di Pompei, che risalgono al 79:
- "Vi prego di eleggere Lucio Rusticelio Celere che è degno della municipalità".
- "Si invita a votare Bruttio Balbo che conserverà la cassa municipale".
- "Vi prego di eleggere Giulio Polibio edile, fa del buon pane".

Esisteva la corruzione, la compravendita dei voti mediante banchetti sontuosi, regali, posti a teatro, giochi gladiatori allestiti per l'occasione. Leggi furono promulgate in occasione delle elezioni, come la ciceroniana legge che vietava di organizzare giochi gladiatori due anni prima della candidatura ad una carica; o la lex Petelia de ambitu con la quale si limitava l’ambitio, cioè l'eccessivo "darsi da fare" dei competitori.
Esistevano le spese elettorali, solitamente alte, a carico del candidato, che in caso di elezione venivano rimborsate tramite l'ornatio. Confessa Cicerone che occorreva essere molto ricchi per aspirare a cariche politiche; chi non aveva mezzi, "facultates non erant", doveva starsene in disparte.